# قطعنامه ۵۳۳ شورای امنیت
قطعنامه  ۵۳۳ شورای امنیت سازمان ملل متحد که در تاریخ ۰۷ ژوئن ۱۹۸۳ تصویب شد، سندی بین‌المللی دربارهٔ آفریقای جنوبی است. این قطعنامه طی نشست ۲۴۵۲‌ام با ۱۵ موافق، ۰ مخالف و ۰ ممتنع تصویب شد.